# Cahaya Alam
Cahaya Alam is een bestuurslaag in het regentschap Muara Enim van de provincie Zuid-Sumatra, Indonesië. Cahaya Alam telt 1931 inwoners (volkstelling 2010).